# Zimming
 Zimming  es una población y comuna francesa, en la Región de Gran Este, departamento de Mosela, en el distrito de Forbach-Boulay-Moselle y cantón de Faulquemont.

## Demografía
| Gráfica de evolución demográfica de Zimming entre 2005 y 2019 |
|                                                               |

Fuentes: INSEE.

## Políticos
Elecciones Presidential Segunda Vuelta:
| Elección | Elección | Candidato Ganador | Partido | %     |
| -------- | -------- | ----------------- | ------- | ----- |
|          | 2022     | Marine Le Pen     | RN      | 70,00 |
|          | 2017     | Marine Le Pen     | FN      | 64,38 |
|          | 2012     | Nicolas Sarkozy   | UMP     | 63,82 |
|          | 2007     | Nicolas Sarkozy   | UMP     | 64,40 |
|          | 2002     | Jacques Chirac    | RPR     | 72,31 |